# تفاعل نقل كيميائي

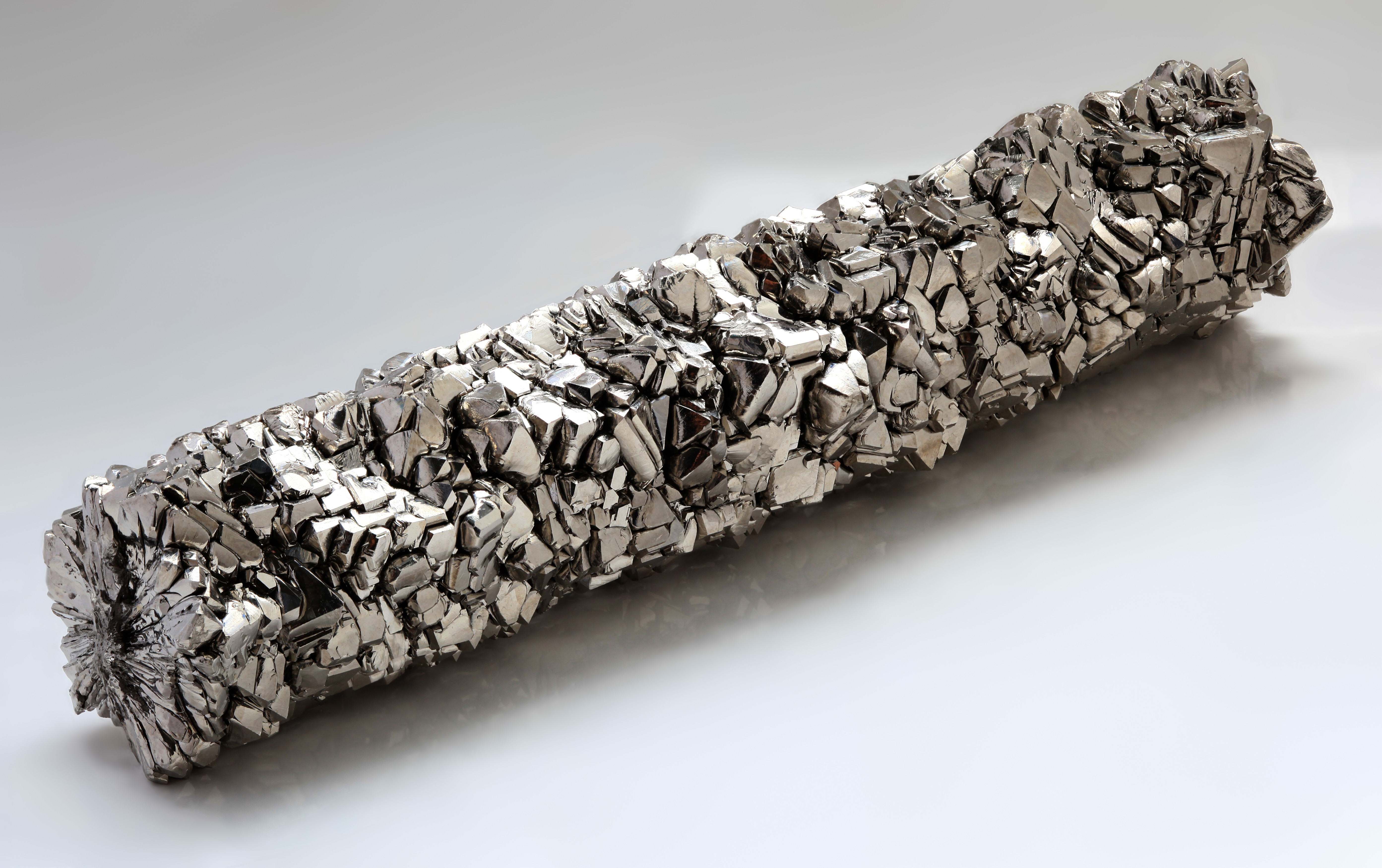
نمو بلورات من التيتانيوم على قضيب باستخدام طريقة القضيب البلوري، والتي تعتمد على استخدام اليود على هيئة عامل ناقل

يصف تفاعل النقل الكيميائي في الكيمياء عملية تنقية وبَلْورة الأجسام الصلبة غير المتطايرة. يعد هذا النوع من العمليات مسؤولاً عن خواص مميزة في نمو وتشكل المعادن من انبثاقات البراكين.
كان هارالد شيفر من الرائدين في تطوير ونشر هذه العملية؛ وهي تتضمن مفاعلة العناصر الكيميائية وتحويلها من الحالة الصلبة إلى مركبات طيارة؛ ثم نقل تلك المركبات من الوسط، ثم بالتسخين غير متساوي الطرفين من أجل تفكيك المركب الطيار إلى مكوناته في فرن أنبوبي Tube furnace.
يعد تفاعل النقل الكيميائي الأساس في طريقة القضيب البلوري، التي اخترعها أنطون إدوارد فان أركل ويان هندريك دي بوير، والمستخدمة في تنقية الفلزات الانتقالية مثل التيتانيوم والفاناديوم.